# Cerchi di Johnson
In geometria, con cerchi di Johnson si possono intendere genericamente le tre circonferenze di ugual raggio che si intersecano in un unico punto, realizzando il teorema di Johnson.
Specificatamente alla geometria del triangolo designa, invece, per similitudine, le uniche tre circonferenze uguali al circumcerchio, che si intersecano contemporaneamente nel suo ortocentro e passano per due dei tre vertici del triangolo, e i cui centri (Ja, Jb, Jc) corrispondono alle immagini del circumcentro rispetto ai suoi lati.

## Proprietà dei cerchi
- Tutti i cerchi di Johnson sono congruenti col circumcerchio, hanno cioè la medesima area e il medesimo perimetro; ciò è spiegabile ricorrendo al teorema di Johnson: dovendo essere tre cerchi congruenti e intersecantesi in un sol punto, oltre che avere i vertici come altri due vincoli, questi punti rappresentano giocoforza i punti di intersezione fra due singoli cerchi, e quindi per il teorema di Johnson si devono trovare su una circonferenza di pari raggio, che coincide col circumcerchio del triangolo.
- Il loro punto di intersezione comune, è sempre l'ortocentro, quindi sarà interno dei triangoli acuti, esterno in quelli ottusi, e al vertice comune dei due cateti nel caso dei triangoli rettangoli
  - In un triangolo rettangolo il circumcerchio stesso corrisponde a uno dei cerchi di Johnson, e il loro diametro e uguale all'ipotenusa.
- Hanno un cerchio tangente di raggio pari a 2R e centrato nell'ortocentro che corrisponde al circumcerchio del triangolo anticomplementare i cui vertici corrispondono con i punti di tangenza.

### I centri
I centri dei cerchi di Johnson vengono indicati con la lettera J (dal nome dello scopritore del teorema, Roger Johnson) e il pedice del lato, quindi Ja, Jb Jc:
- Ogni centro J corrisponde all'immagine del circumcerchio rispetto al lato per cui:
  - Si trovano sull'asse del lato.
  - Distano dal punto medio dal lato una distanza pari a quella del circumcerchio dallo stesso.
- I centri J formano il triangolo di Johnson.
- I centri J e i vertici del triangolo si trovano sulla medesima conica detta circumconica di Johnson.

Le loro coordinate trilineari sono:
{\displaystyle J_{a}\quad -(bc)^{2}a\cos {\alpha }:c(4\Delta ^{2}+acb^{2}\cos {\alpha }\cos {\gamma }):b(4\Delta ^{2}+abc^{2}\cos {\alpha }\cos {\beta })}
{\displaystyle J_{b}\quad c(4\Delta ^{2}+bca^{2}\cos {\beta }\cos {\gamma }):-(ac)^{2}b\cos {\beta }:a(4\Delta ^{2}+abc^{2}\cos {\alpha }\cos {\beta })}
{\displaystyle J_{c}\quad b(4\Delta ^{2}+bca^{2}\cos {\beta }\cos {\gamma }):a(4\Delta ^{2}+acb^{2}\cos {\alpha }\cos {\gamma }):-(ab)^{2}c\cos {\gamma }}
con Δ uguale all'area del triangolo

## Triangolo di Johnson
Il triangolo di Johnson è un triangolo avente per vertici i centri dei cerchi di Johnson; esso è in realtà una omotetia di fattore -1 avente come centro il centro dei nove punti.
Nel triangolo di Johnson i punti identificati dall'ortocentro e dal circumcentro del triangolo di riferimento, si scambiano di ruolo.